# These Days (chanson des Foo Fighters)
Pour les articles homonymes, voir These Days.
Singles de Foo Fighters
Arlandria
(2011) Bridge Burning
(2012)
These Days est le quatrième titre du groupe de rock Foo Fighters issu de l'album Wasting Light sorti en 2011.

## Liste des titres
Toutes les chansons sont écrites et composées par Dave Grohl, Taylor Hawkins, Nate Mendel, Chris Shiflett, Pat Smear.
| 1. | These Days | 4:58 |

## Charts
| Chart (2011)                                       | Position |
| -------------------------------------------------- | -------- |
| Australian Singles Chart (ARIA Charts)             | 60       |
| Belgium (FL) (Ultratip) (Ultratop)                 | 10       |
| Canadian Hot 100 (Billboard)                       | 63       |
| Canadian Alternative Rock (America's Music Charts) | 1        |
| Canadian Active Rock (America's Music Charts)      | 1        |
| UK Rock Top 40 (Official Charts Company)           | 4        |
| US Bubbling Under Hot 100 Singles (Billboard)      | 11       |
| US Alternative Songs (Billboard)                   | 2        |
| US Hot Mainstream Rock Tracks (Billboard)          | 3        |
| US Rock Songs (Billboard)                          | 2        |

## Membres du groupe lors de l'enregistrement de la chanson
- Dave Grohl - chant, guitare
- Chris Shiflett - guitare
- Nate Mendel - basse
- Taylor Hawkins - batterie
- Pat Smear - guitare